# Nucleo di valutazione della spesa previdenziale
Il Nucleo di valutazione della spesa previdenziale è un organismo istituito ai sensi dell'art. 1 comma 44 della riforma delle pensioni Dini.

## Il quadro normativo
È istituito, alle dirette dipendenze del Ministro del lavoro e della previdenza sociale, un Nucleo di valutazione della spesa previdenziale con compiti di osservazione e di controllo dei singoli regimi assicurativi, degli andamenti economico-finanziari del sistema previdenziale obbligatorio, delle dinamiche di correlazione tra attivi e pensionati, e dei flussi di finanziamento e di spesa, anche con riferimento alle singole gestioni, nonché compiti di propulsione e verifica in funzione della stabilizzazione della spesa previdenziale. A tal fine il Nucleo, tra l'altro, provvede:
a) ad informare il Ministro del lavoro e della previdenza sociale sulle vicende gestionali che possono interessare l'esercizio di poteri di intervento e vigilanza;
b) a riferire periodicamente al predetto Ministro sugli andamenti gestionali formulando, se del caso, proposte di modificazioni normative;
c) a programmare ed organizzare ricerche e rilevazioni anche mediante acquisizione di dati e informazioni presso ciascuna delle gestioni;
d) a predisporre per gli adempimenti di cui al comma 46 relazioni in ordine agli aspetti economico-finanziari e gestionali inerenti al sistema pensionistico pubblico;
e) a collaborare con il Ministro del tesoro per la definizione del conto della previdenza di cui all'articolo 65, comma 1, del decreto legislativo 3 febbraio 1993, n. 29, e successive modificazioni e integrazioni;
f) a svolgere le attività di cui ai commi 5 e 11.

### Leggi
- Costituzione della Repubblica Italiana
- Decreto legislativo 30 giugno 1994, n. 509, in materia di "Attuazione della delega conferita dall'art. 1, comma 32, della legge 24 dicembre 1993, n. 537, in materia di trasformazione in persone giuridiche private di enti gestori di forme obbligatorie di previdenza e assistenza."
- Decreto legislativo 10 febbraio 1996, n. 103, in materia di "Attuazione della delega conferita dall'art. 2, comma 25, della legge 8 agosto 1995, n. 335, in materia di tutela previdenziale obbligatoria dei soggetti che svolgono attività autonoma di libera professione."

### Web
- OCSE Pension reforms on track but the challenges of adequacy and inequality in old age remain, says OECD Pension at a Glance 2013, su oecd.org. URL consultato il 27 novembre 2013.

### ISTAT
https://web.archive.org/web/20131229000344/https://commons.wikimedia.org/wiki/File:Trattamenti_pensionistici_e_beneficiari_-_12-nov-2013_-_Testo_integrale.pdf
https://web.archive.org/web/20131229000251/https://commons.wikimedia.org/wiki/File:Trattamenti_pensionistici_e_beneficiari_-_12-nov-2013_-_Nota_metodologica.pdf

### News
- Ocse, precari a rischio povertà "Avranno pensioni da fame", in Agi.it. URL consultato il 26 novembre 2013 (archiviato dall'url originale il 2 dicembre 2013).